# Eucnemesaurus fortis
Eucnemesaurus fortis es una especie y tipo del género extinto dinosaurio prosaurópodo riojasáurido, que vivió a finales del período Triásico, hace aproximadamente 225 y 210 millones de años, en el Carniense, en lo que hoy es África.

## Descripción
Presumiblemente Eucnemesaurus fortis tuvo la construcción típica de un Prosauropoda, un cuello y una cola largos pero caminando sobre dos piernas. Esto último se hace un tanto incierto por el tamaño del animal: los restos indican una longitud corporal de unos 10 a 11 metros y el peso se estima en 1,50 a 2  toneladas.

## Historia
Considerado generalmente como un sinónimo  de Euskelosaurus. El estudio reciente de Yates, sin embargo, indica que es válido y el mismo animal que el supuesto gigante herrerasáurido, Aliwalia, que se pensaba que representaba el dinosaurio carnívoro más grande conocido del Triásico, era una quimera que consistía en un fémur de Eucnemesaurus y la mandíbula de un Crurotarsi indeterminado. Eucnemesaurus fue nombrado en 1920 por Egbert Cornelis Nicolaas van Hoepen. La especie tipo es Eucnemesaurus fortis. El nombre del género se deriva del griego clásico eu, "bien formado", y knemè, "tibia" con saurus, "lagarto". El nombre específico del tipo significa "fuerte"  en latín. Se basa en el holotipo, alojado en el Museo de Transvaal,TrM 119, un esqueleto parcial incluyendo vértebras, parte de un pubis, fémur, y dos tibias. Los restos fueron encontrados y excavados por Van Hoepen en Slabberts en la Sin Wood Farm, en una capa de la parte inferior de la Formación Elliot distrito de Slabberts, Provincia del Estado Libre, Sudáfrica.

### Aliwalia rex
Material fósil ahora asignado a Eucnemesaurus fue colocado alguna vez en un género separado, Aliwalia rex. La evidencia fósil comparable de esta especie era pequeña, ya que durante muchos años solamente se conocían fragmentos de fémures y un maxilar. El tamaño del fémur llevó durante muchos años a muchos paleontólogos a creer que junto con el maxilar claramente carnívoro, ese Aliwalia era el de un dinosaurio carnívoro del tamaño notable para el tiempo en la cual vivió. Habría sido comparable a los grandes terópodos del Jurásico y Cretácico, tales como Allosaurus, que evolucionaron por lo menos diez de millones de años después de Aliwalia. El material original se lo consideró con una semejanza fuerte al Herrerasaurus sudamericano, tanto de modo que Aliwalia fue clasificado originalmente dentro de Herrerasauridae por Peter Galton. Sin embargo, la nueva evaluación reciente del material ha demostrado que el maxilar asignado a Aliwalia, no es distinto de otro material, perteneciente a Eucnemesaurus, como lo es claramente de un carnívoro. Además, el nuevo material demuestra claramente afinidades con los sauropodomórfos.

## Clasificación
Van Hoepen asignó la especie a Plateosauridae. Friedrich von Huene lo incluyó en Melanorosauridae en 1941. Un análisis cladístico de Adam Yates en 2006 concluye que Eucnemesaurus estaba estrechamente relacionado con Riojasaurus. Para incluir ambos géneros, Yates crea un nuevo grupo, Riojasauridae. Los Riojasauridae estaban más estrechamente relacionados con los saurópodos que con los Plateosauridae, pero más basales que los Massospondylidae cosa que se confirmó en 2015.